# Вагнеровская туба
Ва́гнеровская ту́ба, валторно́вая туба (нем. Wagnertuba, название происходит от имени композитора Рихарда Вагнера; нем. Waldhorntuba) — медный духовой музыкальный инструмент, объединяющий в себе конструктивные особенности валторны и тубы. Валторновые тубы подразделяются на басовые (in F) и теноровые (in B).
Название «вагнеровская туба» не совсем верно, поскольку по конструкции этот инструмент ближе к валторне, к тому же в нём используется валторновый мундштук, поэтому в абсолютном большинстве случаев играют на нём профессиональные валторнисты. Правильнее классифицировать его как разновидность валторны. Однако существующее название сложилось исторически сразу в нескольких европейских языках. По звучанию вагнеровская туба напоминает эуфониум, поэтому при отсутствии этого инструмента в оркестре эуфониум нередко её заменяет.
Изобретение валторновой тубы приписывается Рихарду Вагнеру, первые образцы инструмента были построены по его заказу в начале 1870-х годов фирмой «К. В. Мориц» (Берлин).
Вагнеровская туба используется композиторами довольно редко. Наиболее известные музыкальные произведения с участием этого инструмента — тетралогия Рихарда Вагнера «Кольцо нибелунга», симфонии Антона Брукнера № 7, 8 и 9, балет Игоря Стравинского «Весна священная», оперы Рихарда Штрауса «Электра» и «Женщина без тени», а также его «Домашняя симфония», скрипичный концерт «In tempus praesens» Софии Губайдулиной.